# Bandyligan
Bandyligan (på finska Bandyliiga) kallas Finlands högsta division i bandy för herrar. Serien är halvprofessionell. Av de nio lagen som spelar i grundserien går de åtta bästa vidare till slutspel.

## Klubbar 2012–2013
| Lag       | Stad          | Hemmaplan              |
| --------- | ------------- | ---------------------- |
| Akilles   | Borgå         | Borgå bollplan         |
| Botnia    | Helsingfors   | Åggelby konstisbana    |
| HIFK      | Helsingfors   | Braheplan              |
| JPS       | Jyväskylä     | Nisulan monttu         |
| Kampparit | S:t Michel    | Hänninhauta            |
| Narukerä  | Björneborg    | Björneborg konstisbana |
| OLS       | Uleåborg      | Pakkala konstisbana    |
| WP-35     | Varkaus       | Kämäri                 |
| Veiterä   | Villmanstrand | Kisapuisto             |

## Lista över finska mästare i bandy
- 1908 - PUS
- 1909 - PUS
- 1910 - HIFK
- 1911 - HIFK
- 1912 - HIFK
- 1913 - HIFK
- 1914 - Sudet
- 1915 - Sudet
- 1916 - Sudet
- 1917 - Sudet
- 1918 - inställt på grund av krig
- 1919 - Sudet
- 1920 - Sudet
- 1921 - HJK
- 1922 - Sudet
- 1923 - HJK
- 1924 - HJK
- 1925 - Sudet
- 1926 - Sudet
- 1927 - Sudet
- 1928 - HJK
- 1929 - Sudet
- 1930 - Sudet
- 1931 - ViPS
- 1932 - Sudet
- 1933 - Sudet
- 1934 - HIFK
- 1935 - HIFK
- 1936 - ViPS
- 1937 - HJK
- 1938 - HIFK
- 1939 - HIFK
- 1940 - inställt på grund av krig
- 1941 - HIFK
- 1942 - inställt på grund av krig
- 1943 - WP-35
- 1944 - HIFK
- 1945 - WP-35
- 1946 - WP-35
- 1947 - WP-35
- 1948 - WP-35
- 1949 - LUM
- 1950 - WP-35
- 1951 - Veiterä
- 1952 - WP-35
- 1953 - OPS
- 1954 - WP-35
- 1955 - Veiterä
- 1956 - OPS
- 1957 - Veiterä
- 1958 - KUV
- 1959 - KUV
- 1960 - OPS
- 1961 - OPS
- 1962 - OPS
- 1963 - OPS
- 1964 - OPS
- 1965 - WP-35
- 1966 - WP-35
- 1967 - WP-35
- 1968 - MP
- 1969 - Vastus
- 1970 - OLS
- 1971 - WP-35
- 1972 - Vastus
- 1973 - Vastus
- 1974 - Vastus
- 1975 - OLS
- 1976 - OLS
- 1977 - OLS
- 1978 - HIFK
- 1979 - OLS
- 1980 - Veiterä
- 1981 - Akilles
- 1982 - OLS
- 1983 - OLS
- 1984 - OLS
- 1985 - Akilles
- 1986 - OLS
- 1987 - HIFK
- 1988 - HIFK
- 1989 - Botnia
- 1990 - OLS
- 1991 - OLS
- 1992 - Botnia
- 1993 - WP-35
- 1994 - WP-35
- 1995 - WP-35
- 1996 - WP-35
- 1997 - Botnia
- 1998 - HIFK
- 1999 - Narukerä
- 2000 - ToPV
- 2001 - OLS
- 2002 - ToPV
- 2003 - OLS
- 2004 - ToPV
- 2005 - ToPV
- 2006 - ToPV
- 2007 - ToPV
- 2008 - OLS
- 2009 - OLS
- 2010 - HIFK
- 2011 - HIFK
- 2012 - Mikkelin Kampparit
- 2013 - HIFK
- 2014 - OLS
- 2015 - Mikkelin Kampparit
- 2016 - Botnia
- 2017 - Veiterä
- 2018 - Veiterä
- 2019 - JPS
- 2020 - Akilles
- 2021 - Akilles
- 2022 - Veiterä